# A Tribute to Queen
A Tribute to Queen – tribute album polskiego zespołu Bracia. Premiera odbyła się 24 października 2008 roku. Płyta zawiera 12 największych przebojów brytyjskiej grupy Queen. Bonusowy, trzynasty utwór "Mnie nie zwiedziesz" to jedyny na płycie utwór z polskim tekstem.

## Lista utworów
1. „We Will Rock You”
2. „Another One Bites The Dust”
3. „We Are The Champions”
4. „Fat Bottomed Girls”
5. „Radio Ga Ga”
6. „I Want To Break Free”
7. „Bohemian Rhapsody”
8. „You Don't Fool Me”
9. „These Are The Days Of Our Lives”
10. „Innuendo”
11. „Who Wants To Live Forever”
12. „The Show Must Go On”
13. „Mnie nie zwiedziesz” (You Don't Fool Me)

## Twórcy
- Piotr Cugowski – śpiew, chórki
- Wojciech Cugowski – gitary, chórki, śpiew
- Tomasz Gołąb – gitara basowa
- Krzysztof Patocki – perkusja
- Tomasz Kałwak - instrumenty klawiszowe[1][2]